# Hippeophyllum
Hippeophyllum is een geslacht van orchideeën uit de onderfamilie Epidendroideae
Het zijn kleine epifytische planten met een weinig opvallende bloeiwijze uit Indonesië, Nieuw-Guinea en de Salomonseilanden.

## Naamgeving en etymologie
De botanische naam Hippeophyllum is afgeleid van Oudgrieks ἱππεύς (hippeus), 'ruiter' en φύλλον (phullon), 'blad', naar de elkaar overlappende bladeren.

## Kenmerken
Hippeophyllum-soorten zijn zeer kleine, epifytische planten met lange, stevige en kruipende rizomen, korte stengels en twee rijen lijnlancetvormige, afgeplatte, vetbladachtige bladeren die elkaar aan de voet waaiervormig overlappen (zoals bij een iris), en een eindstandige, langgerekte, dichtbloemige tros met tientallen kleine witte, gele of groene bloempjes.

## Habitaten verspreiding
Hippeophyllum-soorten komen vooral voor op ruwe boomstronken op lage hoogten, verspreid over Indonesië, Nieuw-Guinea en de Salomonseilanden.

## Taxonomie
Hippeophyllum vertoont zowel kenmerken van Liparis, zoals de typische bloeiwijze, als van het andere zustergeslacht Oberonia, onder meer de vorm en inplanting van de bladeren.
Het geslacht telt veertien soorten, waarvan enkele ook soms bij het geslacht Oberonia worden ingedeeld.

### Soorten
- Hippeophyllum alboviride J.J.Sm. (1912)
- Hippeophyllum biakenae J.J.Sm. (1929)
- Hippeophyllum celebicum Schltr. (1911)
- Hippeophyllum halmaherense J.J.Sm. (1926)
- Hippeophyllum hamadryas (Ridl.) Schltr. (1905)
- Hippeophyllum micranthum Schltr. (1905)
- Hippeophyllum microphyllum S.C.Chen (2003)
- Hippeophyllum papillosum Schltr. (1911)
- Hippeophyllum pumilum Fukuy. ex S.C.Chen & K.Y.Lang (1998)
- Hippeophyllum scortechinii (Hook.f.) Schltr. (1911)
- Hippeophyllum seidenfadii H.J.Su (1999)
- Hippeophyllum sinicum S.C.Chen & K.Y.Lang (1998)
- Hippeophyllum sulense J.J.Sm. (1926)
- Hippeophyllum wenzelii Ames (1913 publ. 1914)